# Kuli Faletau
Pas d'image ? Cliquez ici

a Compétitions nationales et continentales officielles uniquement.

b Matchs officiels uniquement.
Dernière mise à jour le 22 février 2022.
Kuli Faletau, né le 30 décembre 1963 à Nukuʻalofa (Tonga) est un joueur de rugby à XV international tongien. Il joue au poste de deuxième ligne (1,97 m pour 114 kg). Il représente les Tonga au niveau international entre 1988 et 1999.
Il est le père de l'international gallois Taulupe Faletau.

## Biographie
Kuli Faletau commence à jouer au rugby dans son pays natal, où il occupe également un emploi de fonctionnaire. Il connaît sa première cape internationale avec les Tonga le 28 mai 1988 à l'occasion d'un match contre l'équipe des Samoa à Apia.
En 1997, il rejoint le club gallois de Ebbw Vale évoluant en Welsh Premiership, après avoir été repéré lors d'une tournée de sa sélection en Europe,. Arrivé en même temps que le jeune arrière Josh Taumalolo, il est logé en collocation avec lui dans une maison attenante du stade. Il obtient également un emploi d'agent de sécurité, tout en servant de prédicateur auprès de ses compatriotes tongiens. Après une saison, Kuli est rejoint au pays de Galles par sa femme, et ses trois enfants, dont le jeune Taulupe, âgé de 8 ans.
Il fait partie du groupe tongien sélectionné pour la Coupe du monde 1999, mais n'a disputé aucune rencontre,. Sa dernière apparition sous le maillot tongien est donc un match face au équipe du Canada le 3 juillet 1999. Il a longtemps été l'avant avec le plus d'apparition sous le maillot tongien, avec 52 matchs, dont 20 sélections,.
Après trois saisons à Ebbw Vale, il rejoint en 2000 le Tonmawr RFC (en) pour une saison,.
Faletau s'engage ensuite avec le Pontypool RFC dans le même championnat, et joue trois saisons avec ce club,. En 2003, il remporte le championnat gallois de deuxième division avec son club. Après ce titre, il retourne jouer à Ebbw Vale, où il termine sa carrière de joueur,.
Après la fin de sa carrière sportive, il reste vivre au pays de Galles, à Ebbw Vale, où il travaille toujours comme agent de sécurité.

## Palmarès
- Vainqueur de la deuxième division galloise en 2003 avec Pontypool

## Statistiques internationales
- 20 sélections avec les Tonga.
- 9 points (2 essais).
- Sélections par année : 3 en 1988, 2 en 1989, 1 en 1990, 1 en 1991, 2 en 1992, 7 en 1997 et 4 en 1999.